# 37452 Spirit
37452 Spirit (4282 P-L) är en asteroid som upptäcktes den 24 september 1960 av den nederländsk-amerikanske astronomen Tom Gehrels och det nederländska astronomparet Ingrid van Houten-Groeneveld och Cornelis Johannes van Houten. Asteroiden upptäcktes genom att undersöka fotografiska plåtar av bilder tagna av teleskop vid Palomarobservatoriet. 37452 Spirit är en del av en liten grupp av asteroider som utgör Hilda-gruppen, som ligger mellan Mars och Jupiter. Asteroiden har banresonans 3:2 med Jupiter, vilket innebär att för två varv Jupiter kretsar runt solen, kommer asteroiderna ha kretsat tre varv runt solen. Den har en diameter på cirka 4–9 km och en omloppstid på cirka 7,9 år. Asteroidens bana korsar inte någon annan planets och kommer därför inte att dras ut ur omloppsbanan av Jupiters gravitationsfält. Som ett resultat av detta är det troligt att asteroiden kommer att förbli i en stabil bana i tusentals år.
Den 11 oktober 2004, efter ett förslag från van Houten-Groeneveld år 2002, uppkallades den efter Mars Exploration Rover Spirit.